# Eugen Angelescu
Eugen Angelescu (Râmnicu Vâlcea, 4 gennaio 1896 – 19 febbraio 1968) è stato un chimico rumeno.
Allievo di Emanuele Paternò e socio corrispondente dell'Accademia rumena dal 1939, fu autore di importanti ricerche di chimica organica.
| Controllo di autorità | VIAF (EN) 47633195 · ISNI (EN) 0000 0000 2318 3242 · GND (DE) 122018680 |